# 惠百福
『惠百福』（たくさんのしあわせ）は、シンガーソングライターさだまさしが2017年9月6日に発表した、ソロ40枚目、グレープ時代から通算すると44枚目のオリジナル・アルバムである。

## 概要
前作『風の軌跡』から2年2ヶ月振りのオリジナル・アルバム。
タイトルの「惠百福」は、古来の書にあったたくさんのしあわせを意味する言葉である「百福」にさだまさし自身が「惠」という字を加えた造語となっており、公式サイトでは「様々な幸せの形を描いたアルバム」と紹介されている。
ジャケットは、さだの中学時代からの親友である「おぐらひろかず」が描き下ろしとなっている。

## 収録曲
1. 約束の町
2. つばめよつばめ
さだ自身もファンクラブ名誉会員である「東京ヤクルトスワローズ」の応援歌として書き下ろされた。
3. ガラパゴス携帯電話の歌
4. GENAH!
5. 詩島唄
詩島は大村湾に存在する無人島であり、1979年に購入したものである。当初は寺島と呼ばれていたが、1995年に現在の呼び名となった。
6. たくさんのしあわせ
ひらがな表記となっているが、今作の表題曲。
7. 秋蘭香
8. 避難所の少年
9. いにしへ
10. 潮騒